# Kineska šisandra
Kineska šisandra (lat. Schisandra chinensis) kineska je ljekovita biljka penjačica koja raste u Koreji i Kini gdje je poznata kao wu-wei-zi (五味子; bobica pet okusa), a ima je i u Sibiru. Biljka je dvodomna, no postoje i samooplodni hibridi. Plod je jestiva crvena boba, slatko kiselog okusa.
Biljka pripada porodici Schisandraceae, i jedna je od zasada 25 priznatih vrsta u rodu koji po njoj nosi ime. 
Od nedavno se sadnice mogu kupiti i u Hrvatskoj.

## Kemijski sastav
Plod sadrži do 1,5 % šećera),organske kiseline 8,5—20 — najviše limunske,te nešto jabučne  ,vinske i askorbinske,nadalje sadrži tiamin i riboflavin. Sjemenke sadrže tvari toničnog djelovanja(оkо 0,012 %) - šisandrin,šisandrol,tokoferol (0,03) i masno ulje(dо 34 %).Svi dijelovi biljke sadrže eterično ulje začinsko limunskog mirisa(dо 2,6—3,2 %).

## Ljekovitost
Kao lijek koristi se plod šisandre ( lat.  Fructus Schisandrae ) i sjeme ( Semen Schisandrae ).  .
Suhi plodovi sadrže do 0,6% askorbinske kiseline .Miris plodova je začinsko aromatičan, okus gorko sladak. Plod i sjeme se koristi kao lijek adaptogenog, toničnog i stimulirajućeg djelovanja. 
Povećava krvni tlak, povećava procese uzbude u strukturama mozga te refleksne aktivnosti, povećava učinkovitost i smanjuje umor za vrijeme fizičkog i mentalnog stresa  .
Koristi se kod asteničnih sindroma, vaskularne psihoze hipotoničnom tipa, u razdoblju oporavka nakon tjelesnih i infektivnih bolesti. Za kombiniranu terapiju se upotrebljava kod poremećaja spolne funkcije s pozadinm neurasthenia.
Od mogućih nuspojava treba spomenuti alergijske reakcije, tahikardiju, poremećaj spavanja, glavobolju, povećani krvni tlak. Stoga se ne koristi kod poremećaja rada srca, hipertenzije, razdražljivosti, epilepsije, poremećaja spavanja, akutnih zaraznih bolesti, kronične bolesti jetre, preosjetljivosti na lijekove, trudnoće i dojenja, kao i kod djece ispod 12 godina.

## Vanjske poveznice
- Schizandra chinensis List of Chemicals  Arhivirana inačica izvorne stranice od 19. veljače 2013. (Wayback Machine)